# 갈매기아목
갈매기아목(Lari)은 도요목의 하위 아목이다. 갈매기류와 제비갈매기류, 도둑갈매기류, 물갈매기류 등을 포함하고 있다. 도요목 중에서 갈매기아목을 제외한 나머지 조류는 섭금류와 꺅도요류이다. 최근 연구 결과에 따라, 작은바다오리류도 이제 갈매기아목으로 분류한다.

## 하위 과
- 갈매기과 (Laridae)
- 집게제비갈매기과 (Rhynchopidae)
- 제비갈매기과 (Sternidae)
- 바다쇠오리과 (Alcidae)
- 도둑갈매기과 (Stercorariidae)
- 제비물떼새과 (Glareolidae)